# Eta Scuti
Eta Scuti (η Scuti, förkortad Eta Sct, η Sct), som är stjärnans Bayer-beteckning, är en ensam stjärna i nordöstra delen av stjärnbilden Skölden. Den har en skenbar magnitud av 4,83 och är synlig för blotta ögat där ljusföroreningar ej förekommer. Baserat på parallaxmätning inom Hipparcosuppdraget på ca 16,1 mas, beräknas den befinna sig på ett avstånd av ca 202 ljusår (62 parsek) från solen. Eta Scuti hade tidigare beteckningen 9 Aquilae.

## Egenskaper
Eta Scuti är en gul till orange jättestjärna av spektralklass K1 III. Den har en massa som är ca 50 procent större än solens massa, en radie som är ca 11 gånger solens radie och avger ca 54 gånger mer energi än solen från dess fotosfär vid en effektiv temperatur på ca 4 700 K.